# Tấn Khang Đế
Tấn Khang Đế (giản thể: 晋康帝; phồn thể: 晉康帝; bính âm: Jìn Kāngdì) (322 – 17 tháng 11 năm 344), tên thật là Tư Mã Nhạc (司馬岳), tên tự Thế Đồng (世同), là vị Hoàng đế thứ 4 của nhà Đông Tấn, và là Hoàng đế thứ 9 của Nhà Tấn trong lịch sử Trung Quốc. Ông là một người con trai của Tấn Minh Đế và là em trai cùng mẹ của Tấn Thành Đế. Thời gian ông trị vì chỉ kéo dài hai năm.

## Trước khi lên ngôi
Tư Mã Nhạc sinh vào năm 322 và là con trai thứ hai của Tấn Minh Đế và Hoàng hậu Dữu Văn Quân. Sau khi phụ thân qua đời năm 325 và anh trai Tư Mã Diễn lên kế vị, ông được phong làm Ngô vương vào năm 326. Năm 327, do thúc phục là Lang Tà vương Tư Mã Dục muốn nhường cho tước hiệu được cho là vinh dự hơn, Tư Mã Dục trở thành Hội Kê vương và Tư Mã Nhạc được lập làm Lang Tà vương. Người ta không rõ Tư Mã Nhạc đã ở đâu khi diễn ra Loạn Tô Tuấn vào năm 326–328, ông có bị bắt giữ và trở thành con tim giống hoàng huynh hay không, ở đất Ngô hay nơi nào khác. Dưới thời hoàng huynh trị vì, ông không xuất hiện để thực sự tham gia vào quá trình ra các quyết định trọng yếu.
Vào mùa hè năm 342, Thành Đế lâm bệnh nặng. Ông có hai người con trai là Tư Mã Phi và Tư Mã Dịch, khi ấy vẫn còn nằm trong nôi, với người thiếp Chu quý nhân. Dữu Băng (quan nhiếp chính và cậu ruột) sợ rằng nhà họ Dữu sẽ mất đi quyền lực nếu một vị hoàng đế trẻ được định nên đã thuyết phục Thành Đế rằng trong lúc Đông Tấn đang phải đối mặt với một Hậu Triệu có thế lực mạnh mẽ thì nền chỉ định một vị hoàng đế lớn tuổi hơn. Thành Đế đồng ý và chỉ định em trai mình, Tư Mã Nhạc làm người kế vị, bất chấp phản đối từ Hà Sung (蔡謨), một quan nhiếp chính khác. Thành Đế đã qua đời ngay sau đó và Tư Mã Nhạc lên kế vị.

## Trị vì
Đầu năm 343, Khang Đế lập vợ mình, Chử Toán Tử, làm hoàng hậu.
Sau đó vào năm 343, một người cậu khác là Dữu Dực, đều xuất một chiến dịch quân sự lớn chống lại Hậu Triệu, phối hợp với người cai trị Tiền Yên là Mộ Dung Hoảng và người cai trị Hậu Lương là Trương Tuấn, cả hai nước trên danh nghĩa là chư hầu của Tấn. Hầu hết các đại thần lo ngại điều này, nhưng với sự hỗ trợ của Dữu Băng, Hoàn Ôn (em rể của Khang Đế, kết hôn với công chúa Tư Mã Hưng Nam), và Tư Mã Vô Kỵ, Khang Đế đã ân chuẩn kế hoạch và huy động quân lính. Dữu Băng trở thành thống lĩnh phối hợp cùng với Dữu Dực, và Hà Sung được triệu hồi để thay thế ông, phụng sự cùng với nhạc phụ của Khang Đế là Chử Bầu. Tuy nhiên, Dữu Dực, không biết vì lý do gì, đã không thực hiện chiến dịch mặc dù đã tiến hành một số cuộc tấn công ở biên giới.
Vào mùa thu năm 344, Khang Đế lâm bệnh. Dữu Băng và Dữu Duệ muốn ủng hộ Hội Kê vương Tư Mã Dục kế vị, song Hà Sung cho rằng Khang Đế nên truyền ngôi cho con trai của ông là Tư Mã Đam. Khang Đế đồng ý là lập Tư Mã Đam làm thái tử. Ông mất hai ngày sau đó, Đam Thái tử, khi ấy mới một tuổi, lên kế vị.